# Jorge Lobillo
Jorge Lobillo (Xalapa, 1943), poeta y traductor del francés y portugués originario de México.
Ha sido becario de la Secretaría de Educación Pública (SEP) y de la Universidad Veracruzana.
Ha sido galardonado con varios premios nacionales por traducción de poesía.
Colaborador en revistas y suplementos literarios tanto mexicanos como extranjeros.

## Obras propias
- Provisión en fuga (1971)
- Mutilación del agua (1981)
- Las migajas y los pájaros (1992) prólogo de Lêdo Ivo
- Informe de la casa (1998)
- Alquimeras (2000)

## Obras realizadas como coautor
- Cancionero veracruzano
- Historias, cuentos y leyendas de Xalapa
- Malacantoche
- Literatura infantil veracruzana
- Previsión en fuga
- Semana marítima y otros poemas
- Memoria, integridad del sueño
- Cocina Veracruzana de Cuaresma

También contribuyó en las antologías:
- Azoro de voces (1986)
- Veracruz, dos siglos de poesía (XIX y XX) (1991)
- Lira de San Andrés y de los Tuxtlas (1995)

Ha realizado traducciones de autores como Pierre Dhainaut, Lêdo Ivo, Marie Chistine Thomas, Georges Schehadé, Nazim Hikmet, José Agostinho Baptista, Jean Antonini y Ştefan Baciu.
Otro trabajo a destacar como traductor y prologuista es Las gavetas de invierno, obra de Alejandra Pizarnik.
- Datos: Q5845973